# Джеренцано
Джеренцано (итал. Gerenzano) — коммуна в Италии, располагается в провинции Варесе области Ломбардия.
Население составляет 9298 человек (на 2004 г.), плотность населения составляет 920 чел./км². Занимает площадь 9,8 км². Почтовый индекс — 21040. Телефонный код — 02.
Покровителями коммуны почитаются святые апостолы Пётр и Павел, празднование 29 июня.